# 세미갈리아어
세미갈리아어(Semigallian, Zemgalian)는 동발트어군의 언어로 현재는 사멸한 언어이다. 리투아니아 북부와 라트비아 남부에서 사용되다가 16세기 경 인접한 라트비아어에 동화되어 사멸되었다.